# Görögország az 1964. évi téli olimpiai játékokon
Görögország az ausztriai Innsbruckban megrendezett 1964. évi téli olimpiai játékok egyik részt vevő nemzete volt. Az országot az olimpián 1 sportágban 3 sportoló képviselte, akik érmet nem szereztek.

## Alpesisí
Férfi
| Versenyző               | Versenyszám      | Selejtező | Selejtező | Selejtező | Selejtező | Döntő    | Döntő    | Döntő    | Döntő    | Döntő      | Döntő      |
| Versenyző               | Versenyszám      | 1. futam  | 1. futam  | 2. futam  | 2. futam  | 1. futam | 1. futam | 2. futam | 2. futam | Összesítés | Összesítés |
| Versenyző               | Versenyszám      | Idő       | Hely.     | Idő       | Hely.     | Idő      | Hely.    | Idő      | Hely.    | Idő        | Helyezés   |
| ----------------------- | ---------------- | --------- | --------- | --------- | --------- | -------- | -------- | -------- | -------- | ---------- | ---------- |
| Konsztandínosz Karídasz | Lesiklás         |           |           |           |           |          |          |          |          | 3:10,09    | 73.        |
| Konsztandínosz Karídasz | Műlesiklás       | 1:31,51   | 82.       | 1:37,46   | 55.       | kiesett  | kiesett  | kiesett  | kiesett  | kiesett    | kiesett    |
| Konsztandínosz Karídasz | Óriás-műlesiklás |           |           |           |           |          |          |          |          | 2:35,89    | 73.        |
| Vaszíliosz Makrídisz    | Műlesiklás       | 1:19,70   | 77.       | 1:40,27   | 56.       | kiesett  | kiesett  | kiesett  | kiesett  | kiesett    | kiesett    |
| Vaszíliosz Makrídisz    | Óriás-műlesiklás |           |           |           |           |          |          |          |          | 2:57,79    | 78.        |
| Dimítriosz Páposz       | Műlesiklás       | 1:42,76   | 83.       | kizárták  | kizárták  | kiesett  | kiesett  | kiesett  | kiesett  | kiesett    | kiesett    |
| Dimítriosz Páposz       | Óriás-műlesiklás |           |           |           |           |          |          |          |          | 2:35,52    | 72.        |